# Èze (rivière)
Pour les articles homonymes, voir Èze (homonymie).
L'Èze est une rivière du Sud de la France, dans le département de Vaucluse, dans la région Provence-Alpes-Côte d'Azur et un affluent de la Durance en rive droite (au Nord), et un sous-affluent du Rhône.

## Étymologie
L'orthographe de cette rivière a varié au cours des siècles : Èze, Lèze parfois Laize.

## Géographie
L'Èze a une longueur de 24,3 km. Pour l'IGN, son cours supérieur jusqu'au village de La Bastide-des-Jourdans s'appelle le Vallat du Deven. Il prend sa source à La Bastide-des-Jourdans en Vaucluse, au pied du massif du Luberon, près du lieu-dit le Pié de Gache, à l'altitude 530 mètres.
L'Èze conflue en rive droite - donc au nord - avec la Durance à Le Puy-Sainte-Réparade dans les Bouches-du-Rhône, à l'altitude 181 mètres, en face de Pertuis. Il coule - en gros - du nord-est vers le sud-ouest, pour rejoindre la Durance qui coule - à cette confluence - de l'est vers l'ouest.

## Communes et cantons traversés
L'Èze traverse deux départements, cinq communes, et deux cantons :
- dans le département de Vaucluse (84), les communes de La Bastide-des-Jourdans (source), Grambois, La Tour-d'Aigues et Pertuis ;
- dans le département des Bouches-du-Rhône (13) sur quelques mètres, la limite départementale n'étant pas exactement au milieu du lit de la rivière, dans la commune du Puy-Sainte-Réparade (confluence).

L'Èze prend donc sa source dans le canton de Pertuis et conflue dans le canton de Peyrolles-en-Provence, le tout dans les deux arrondissement d'Apt et arrondissement d'Aix-en-Provence.

## Affluents
L'Èze a dix affluents contributeurs.
- le Ravin de Pégaresse (rg) 3,1 km, dans la commune de Grambois (canton de Pertuis)[5].
- le Ravin du Coq (rg) 5,7 km, dans la commune de Grambois (canton de Pertuis)[6].
- le Torrent de Saint-Pancrace (rd) 9,9 km, dans les communes de La Bastide-des-Jourdans, Grambois et Vitrolles-en-Luberon (canton de Pertuis)[7]. il prend source près du sentier de grande randonnée GR 97 et sur sa rive gauche - et est - est établie l'Ermitage de Saint-Pancrace. 
 Il a lui-même quatre affluents :
  - le Vallat de Roumagnou (rd) 2,5 km dans les communes de la Bastide-des-Jourdans et Vitrolles-en-Luberon
  - le Valladas (rd) 6,5 km, dans les communes de Grambois, Peypin-d'Aigues et Vitrolles-en-Luberon. 
 Il s'appelle aussi le Vallat de la Combe d'Api en partie haute au-dessus de Vitrolles-en-Luberon[4]. Il a lui aussi trois affluents contributeurs :
    - le Vallon des Roumis (rd) 1,2 km, dans la commune de Vitrolles-en-Luberon.
    - Le Vallon de la Cerisière (rd) 1,5 km à Vitrolles-en-Luberon.
    - Le Ravin des Parties (rd) 4,8 km, à Peypin-d'Aigues et Vitrolles-en-Luberon.

  - le Ravin de la Grange (rd) 5,8 km, à Grambois et Peypin-d'Aigues.
  - Le Ravin de la Plantade (rd) 3,6 km, à Grambois et Peypin-d'Aigues.
- le Ruisseau des Hermitans (rd) 6,4 km, dans les communes de Grambois et Peypin-d'Aigues (canton de Pertuis)[8].
 Il s'appelle aussi, pour Géoportail, le ravin de Bramadou en partie haute[4]. Il a lui-même un affluent :
  - le Ravin de Bruschière (rg) 2,1 km, dans la commune de Peypin-d'Aigues.

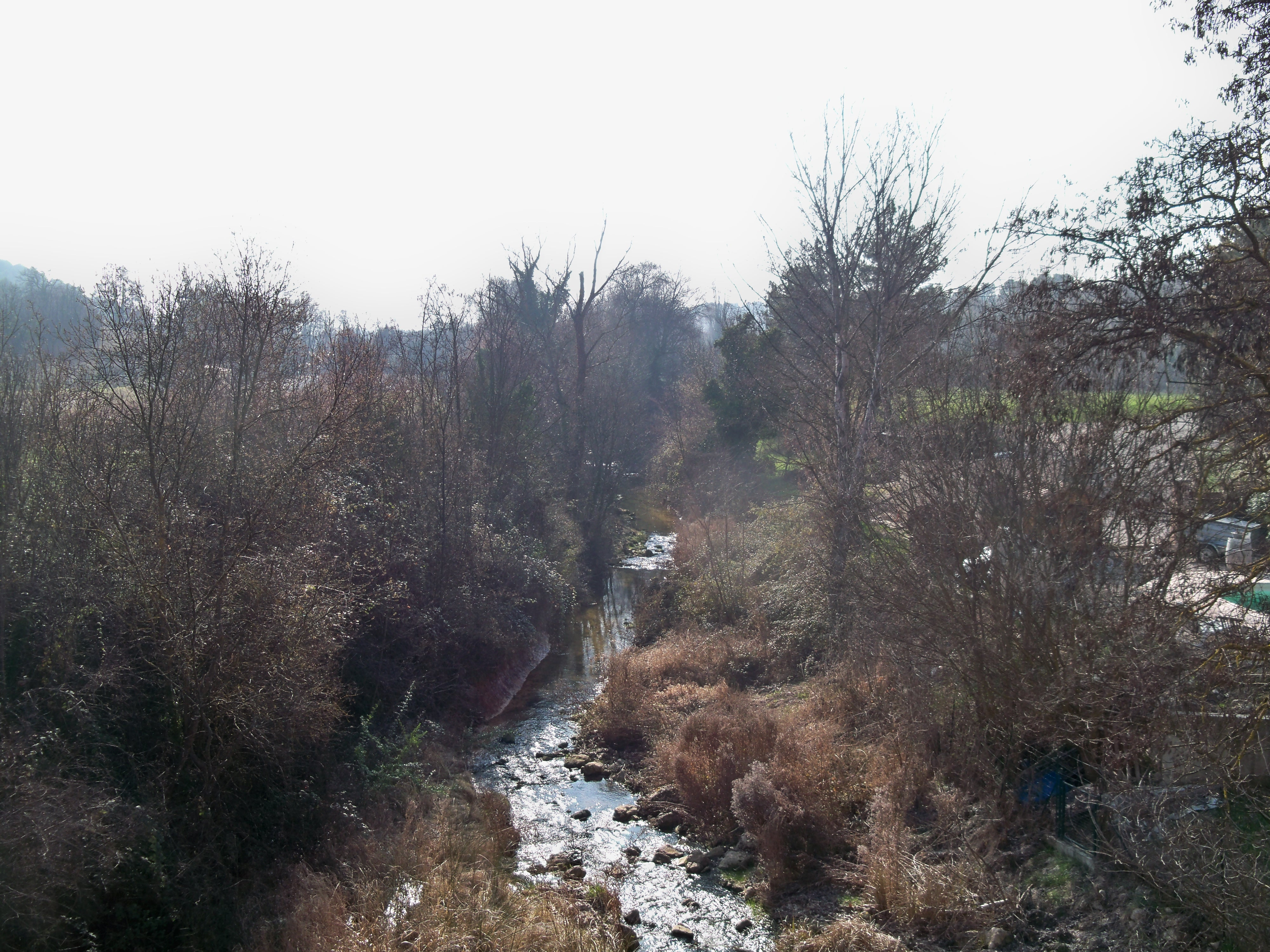
l'Éze à Grambois.

- le Ravin des Combes (rd) 2,5 km, dans la commune de Grambois (canton de Pertuis)[9].
- le Ravin grand du Thor, ou Grand ravin du Thor[4] (rg) 2,7 km, dans la commune de Grambois (canton de Pertuis)[10].
- le Vallon de Vaumalle (rg) 2,7 km, dans la commune de La Tour-d'Aigues (canton de Pertuis)[11]. 
 Il a lui-même un affluent :
  - le Vallat de Bellair, 2,4 km, dans les communes de Grambois et la tour-d'Aigues.
- le Torrent le Riou (rd) 11,3 km, dans les communes de La Motte-d'Aigues, Peypin-d'Aigues, Saint-Martin-de-la-Brasque et La Tour-d'Aigues (canton de Pertuis)[12].
- le Vallat des Cayoux (rg) 2 km, dans la commune de la Tour-d'Aigues (canton de Pertuis)[13].
- le Ruisseau l'Ourgouse (rd) 13,2 km, dans les communes de Cabrières-d'Aigues, la Motte-d'Aigues, Saint-Martin-de-la-Brasque et la Tour-d'Aigues (canton de Pertuis)[14] avec à l'ouest l'Étang de la Bonde. 
 Il a lui-même un affluent :
  - le Torrent de Pissay (rg) 3,1 km, dans la commune de La Motte-d'Aigues[15].

Le rang de Strahler est de quatre.

## Hydrologie
La superficie de son bassin versant est de 163 km2.
La violente crue de 1994, a donné lieu à des classements en zone inondable.
La  crue du 18 décembre 2008 est estimée à 50 à 60 m3/s selon l'APPE.
En décembre 2019, une centaine d'habitants de Pertuis ont du être évacués en raison d'une  crue de l'Eze.

## Écologie
En 2003, une monographie de la Durance signalait que la station de Pertuis, défectueuse, était source de pollution.
Le SIAE ou Syndicat Intercommunal d'Aménagement et d'Entretien du Bassin de l'Èze, créé le 11 avril 1988, rappelle que son bassin versant sont des cours d'eau non domaniaux.
La charte du parc naturel régional du Luberon pour 2009 à 2021 identifie les principaux cours d'eau du territoire, Calavon, Encrême, Largue, Laye, Lauzon, Aiguebrun, comme "milieux exceptionnels demandant des mesures de conservation particulière", à l'exception des "affluents de la Durance en pays d'Aigues", c'est-à-dire principalement l'Eze, qui, selon la Charte, "nécessite des études complémentaires". Aucun étude complémentaire ne semble avoir été publiée depuis lors.
En 2020, l'association SOS DURANCE VIVANTE décidait de porter la voix de l'Eze en alertant sur les pollutions anthropiques subies par la rivière, sa fragilité et son mauvais état écologique, alors que dans le même temps se créait l'ADREVE (Association de Défense des Riverains et de l'Environnement du Val de l'Eze.
En 2021, France Bleu Vaucluse publie une vidéo de rejet des effluents de la station d'épuration de la cave coopérative Terres Valdèze dans la rivière et relate les plaintes des riverains à l'encontre des odeurs nauséabondes provenant de celle-ci.
Les mesures publiées pour 2002 sur l'application "qualité rivière" de l'agence de l'eau, font état d'une rivière, à la station de La Bastide des Jourdan, en mauvais état écologique, les invertébrés benthiques y sont peu nombreux, les poissons indéterminés, l'euthrophisation mauvaise, des polluants spécifiques sont retrouvés à un niveau moyen près de la source.
En 2023, le journal La Provence révélait qu'à la suite de plusieurs plaintes pour des déversements de boues nauséabondes dans l'Eze par la station d'épuration de la cave vinicole de La Tour d'Aigues, une enquête de l'Office Français de la Biodiversité a été transmise au parquet environnemental de Nîmes qui décidait de proposer une Convention Judiciaire d'Intérêt Public Environnementale.

## Aménagements
L'Èze coupe en deux la commune de La Tour d'Aigues, et le pont - initial - pour la traverser a donné lieu à multiples réparations et à plusieurs nouveaux ponts dont certains submersibles.
A Pertuis, le pont de Saint-Antoine permet de franchir la rivière.